# Ramón Hernández
Pour les articles homonymes, voir Hernandez.
Ramón José Hernández Marin (né le 20 mai 1976 à Caracas, Venezuela) est un receveur de baseball qui évolue dans les Ligues majeures de 1999 à 2013.
Sélectionné en équipe du Venezuela, il prend part aux deux premières éditions de la Classique mondiale de baseball en 2006 et 2009. Il participe au match des étoiles du baseball majeur en 2003 comme représentant des Athletics d'Oakland.

## Carrière
Le 9 décembre 2008, les Orioles de Baltimore ont échangé Hernandez aux Reds de Cincinnati en retour du voltigeur de centre Ryan Freel.
Hernandez connaît une bonne deuxième saison avec les Reds en 2010 : moyenne au bâton de ,297 avec 48 points produits en 97 matchs. Il partage le travail derrière le marbre avec Corky Miller. Le tandem de receveurs des Reds domine la Ligue nationale pour la moyenne au bâton et le nombre de coups sûrs au cours de la saison. En novembre 2010, Hernandez paraphe une nouvelle entente d'un an avec Cincinnati.
Le 30 novembre 2011, Hernández rejoint les Rockies du Colorado, avec qui il signe un contrat de deux saisons. Il ne frappe que pour ,217 avec 5 circuits et 28 points produits en 52 matchs pour les Rockies en 2012. Avant même d'avoir joué un premier match pour eux en 2013, il est échangé le 6 avril aux Dodgers de Los Angeles contre le lanceur Aaron Harang. Il joue 17 matchs des Dodgers en 2013. Il est sans emploi à l'ouverture de la saison 2014 après avoir été retranché du camp d'entraînement des Royals de Kansas City.